# Hugo Knorr

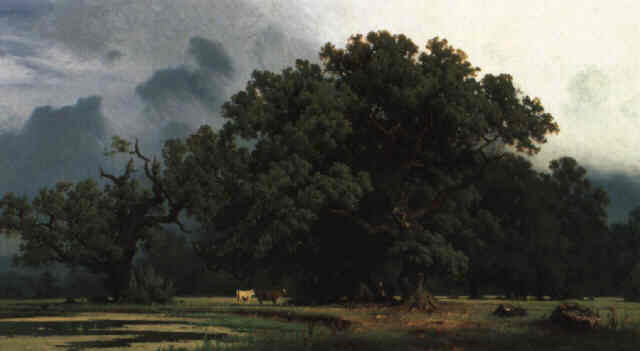
Weidevieh am Seeufer (1878).

Hugo Knorr, född 17 november 1834 i Königsberg (nuvarande Kaliningrad), död 29 september 1904 i Karlsruhe, var en tysk landskapsmålare.

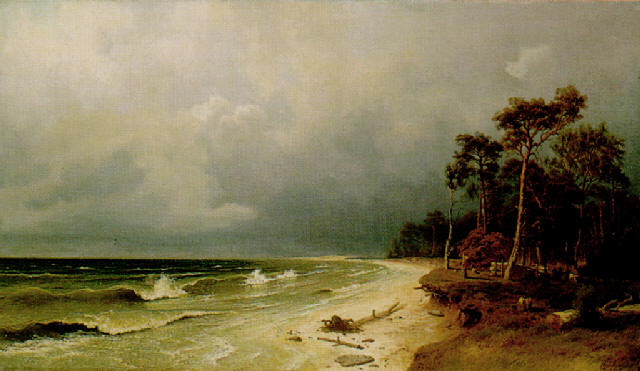
Ostseestrand (1880).

Knorr blev 1852 elev vid konstakademien i sin födelsestad. Efter att först ha målat landskap från Harz kom han 1861 till Norge, där han gjorde studier i berg och skog, vilka sedan användes för kompositioner, vittnande om förmåga att skildra sublima naturscener med vattenfall, högslätter, fjäll och jöklar. Stor uppmärksamhet väckte han 1867 med tio kartonger till Frithiofs saga, även om bifallet var delat. Under det man å ena sidan framhöll den poetiska uppfattningen och kännedomen om Nordens natur, anmärktes å den andra, att det specifikt konstnärliga var svagt, att figurerna inte var människor, utan dimgestalter, och att i det hela uppfattningen var för mycket lyriskt stämningsfylld. Därefter följde en ny cykel, Was der Mond bescheint, och sagan om Kung Vinter. Han blev 1873 professor vid Polytechnikum i Karlsruhe.